# Fumichon
Fumichon é uma comuna francesa na região administrativa da Normandia, no departamento Calvados. Estende-se por uma área de 6,61 km². Em 2010 a comuna tinha 285 habitantes (densidade: 43,1 hab./km²).